# Jacques Crickillon

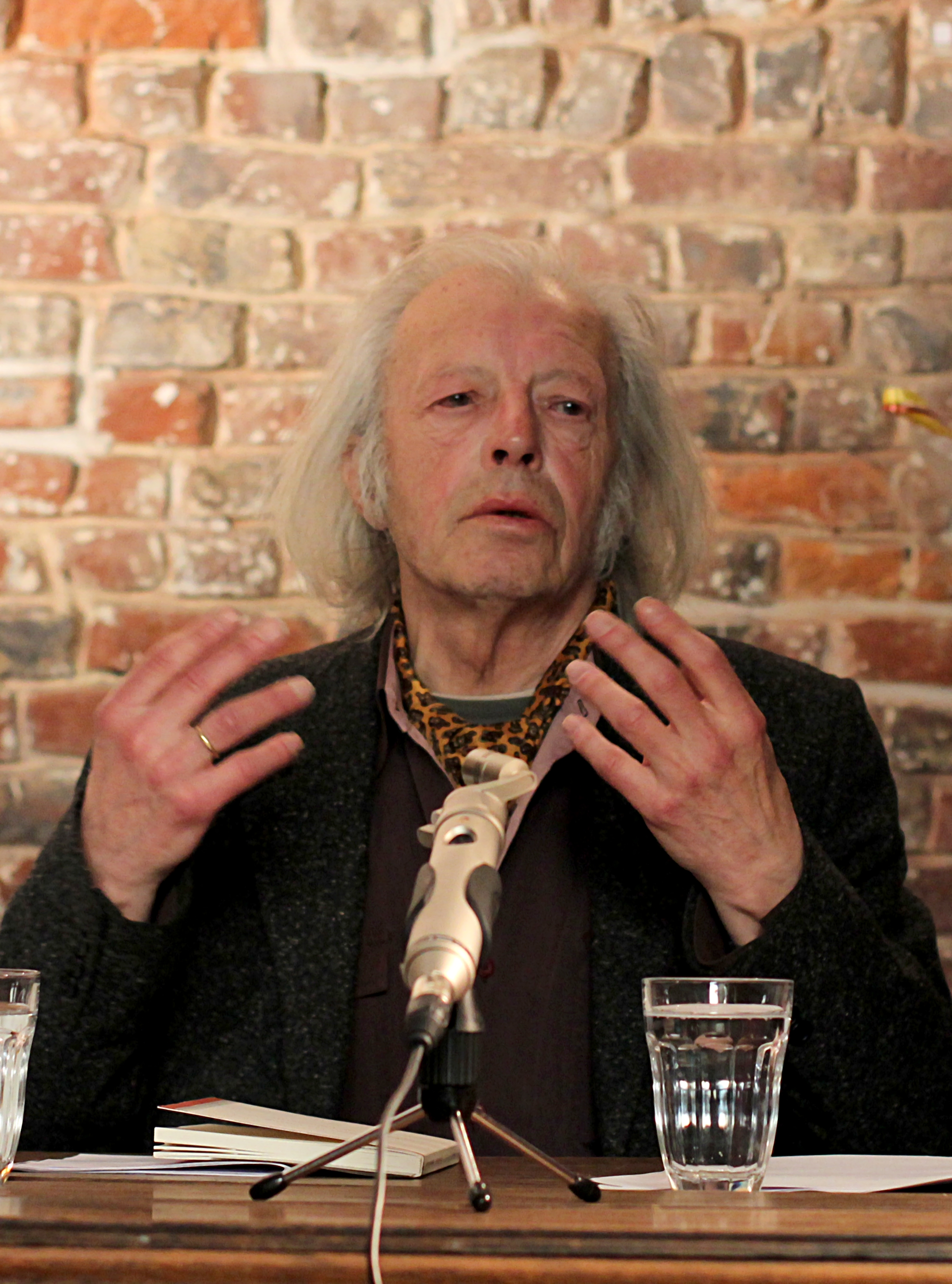
Jacques Crickillon 2013

Jacques Crickillon (* 13. September 1940 in Brüssel; † 11. Februar 2021 ebenda) war ein belgischer Dichter und Schriftsteller französischer Sprache.

## Leben und Werk
Jacques Crickillon war in Brüssel Gymnasiallehrer für Französisch. Ab 1968 veröffentlichte er eine große Zahl von Gedichten und Romanen wie auch Literaturkritik und Essays. Er erhielt Preise der Académie royale de langue et de littérature françaises: Prix Frans de Wever (1968), Prix Alix Charlier-Anciaux (1984), ferner den Prix Victor Rossel (1980).

## Werke (Auswahl)

### Romane und Erzählungen
- Oeuvres choisies. La Renaissance du livre, Tournai 2001. (Babylone demain. Le tueur birman. Parcours 109. Supra-Coronada.)

### Dichtung
- Cercle Afanema. Le Taillis Pré, Châtelineau 2001. (La Défendue. L’Ombre du Prince. La Barrière blanche. La Guerre sainte. À Visage fermé),

### Weitere Werke
- L’œuvre romanesque d’Albert Ayguesparse. Essai. André De Rache, 1970.
- André Miguel. Essai. Subervie, Rodex 1977. (André Miguel 1920–2008, belgischer Dichter)
- Raymond Chasle. Vérités, Amay, 1978. (Raymond Chasle 1930–1996)
- Oberland, montagne romantique: Engadine, montagne symboliste: Nietzsche, Rilke, Thomas Mann, Hermann Hesse, Segantini. Conférence des «Midis de la poésie». La Renaissance du Livre, Brüssel 2000.
- Compagnons d’aventure. Chroniques de science-fiction, fantasy et fantastique (1988–2013). Hrsg. Arnaud de la Croix. Académie royale de langue et de littérature française, Brüssel 2015.